# Camí Vell de Riudoms
El Camí Vell de Riudoms, o Camí de Riudoms (encara que aquest últim nom és també el d'un carrer que transcorre per l'interior de Reus), és un camí del terme d'aquesta ciutat que l'unia, i encara l'uneix, amb el poble de Riudoms.
Arrencava antigament del Camí de Cambrils, allà on ara hi ha la plaça de la Pastoreta. Des d'allí, en direcció oest, baixa per travessar el barranc de l'Escorial en una zona actualment urbanitzada, va per les Forques Velles entremig de noves urbanitzacions, travessa el barranc de Pedret i, a la vora del Mas del Font, molt poc abans de fer cap a la carretera de Riudoms, es bifurca: per la dreta condueix a la cruïlla de la carretera de Riudoms amb la de Vinyols o també carretera del Parc Samà, i per l'esquerra, surt aviat del terme, i més enllà desemboca també a la carretera de Riudoms. El camí passava per l'actual carretera de Riudoms, oberta a doble pas al segle xix, per damunt de l'antic camí vell. Creua més endavant, ja en terme de Riudoms, la riera de Maspujols. El camí es continuava en direcció a l'actual Institut de segon ensenyament i del poliesportiu, ubicats en els terrenys on, segons Pere Anguera, hi havia l'antic poble de Llaberia, que una riuada es va endur als inicis de la repoblació, al segle xii.